# Birolle
En birolle er en krakter i en bog, film, tv-serie eller skuespil, som ikke er hovedrollen. Et eksempel på en birolle er Boromir i både bog- og filmudgaven af Ringenes Herre.
Ved flere prisuddelinger bliver der uddelt priser til biroller, herunder Bodil-prisen og Robert, samt ved internationale prisoverrækkelser som Oscaruddelingen og BAFTA.